# Regionalverkehr Westsachsen
Die Regionalverkehr Westsachsen GmbH (RVW) betreibt Buslinien im Landkreis Zwickau. Alle Linien der RVW sind in den Verkehrsverbund Mittelsachsen eingebunden. Einzelne Linien verlassen den Landkreis Zwickau und erreichen somit den Vogtlandkreis sowie die Landkreise Greiz und Altenburger Land in Thüringen.

## Geschichte

### Vorgeschichte von 1912 bis 1990
Die Autoomnibus-Gesellschaft mbH Zwickau eröffnete am 18. Oktober 1912 die Buslinien Zwickau – Planitz und Zwickau – Reinsdorf – Wildenfels. Damit wurde der Grundstein für den Regionalverkehr in der Region Zwickau gelegt. Am 23. Dezember 1919 wurde die Kraftverkehrsgesellschaft Freistaat Sachsen (KVG) in Dresden gegründet, die am 1. Januar 1920 den bestehenden Busbetrieb in Zwickau als „Kraftverkehrsgesellschaft Freistaat Sachsen (KVG) GmbH Sitz Dresden, Betriebsleitung Zwickau“ übernahm. Seit dem 15. September 1923 wird das Gelände an der Crimmitschauer Straße in Zwickau als Betriebssitz genutzt. Zwischen Mai 1925 und März 1930 wurden die Linien nach Oelsnitz, Hartenstein, Rothenkirchen, Lengenfeld, Friedrichsgrün, Glauchau, Reichenbach, Aue, Chemnitz, Leipzig und Annaberg eingerichtet. Damit war fast das gesamte Territorium um Zwickau in den ÖPNV einbezogen. Die Linienlänge betrug nun 375 km.
Nach dem Zweiten Weltkrieg wurden am 20. Mai 1945 die Linien Zwickau – Planitz und Zwickau – Friedrichsgrün mit holzgasbetriebenen Bussen wiedereröffnet. Zum 1. Januar 1949 wurde der VVB Land Sachsen Kraftverkehr als volkseigene Kraftverkehrsvereinigung von 23 sächsischen Kraftverkehrsbetrieben gegründet. Im Jahr 1951 wurden die ersten neuen Busse vom Typ LOWA aus Werdau in Betrieb genommen. Der VVB Land Sachsen wurde zum 1. Juli 1952 wieder aufgelöst und die Verwaltung volkseigener Kraftverkehrs- und Reparaturbetriebe (VVK) auf Bezirksebene gegründet. Zum 1. Januar 1954 wurde die Bezirksdirektion für Kraftverkehr (BDK) gegründet. Im Jahr 1955 wurden die Ikarus-Busse aus Ungarn in Betrieb genommen. Neue mechanische Fahrscheindrucker des Typs Setright wurden im Jahr 1966 in den Fahrzeugen installiert.
Der VEB Kraftverkehr Glauchau und der VEB Kraftverkehr Zwickau schlossen sich am 1. Januar 1970 zusammen. Am 1. Juli 1970 wurde das Kraftverkehrskombinat Karl-Marx-Stadt gebildet, welchem nun auch der VEB Kraftverkehr Zwickau angehörte. Der Bereich Personenverkehr des VEB Kraftverkehr Zwickau betrieb zwischen 1983 und 1989 in den Kreisen Zwickau, Glauchau, Werdau, Hohenstein-Ernstthal, Stollberg und Chemnitz 99 Buslinien mit einer Linienlänge von 1930 Kilometern. Hierfür wurden 320 Busse eingesetzt.

### Privatwirtschaftliches Unternehmen seit 1990

Logo der RVW 1992–2014

Logo der RVW 2014–2019

Am 15. Juni 1990 wurde der VEB Kraftverkehr Zwickau in das Treuhandvermögen übernommen und die Kraftverkehrs GmbH Zwickau gebildet. Der Verkehrsverbund Zwickau konstituierte sich am 5. November 1991. Am 1. Oktober 1991 erfolgte die Abspaltung des Geschäftsbereiches Personenverkehr als selbständiges Tochterunternehmen Kraftomnibus-Verkehrsgesellschaft Zwickau (KOV). Aus dessen Vermögen, welches 1992 durch Landkreis Zwickau, Landkreis Werdau, Landkreis Glauchau und durch die Stadt Zwickau von der Treuhandanstalt übernommen wurde, entstand am 1. April 1992 die Regionalverkehrsbetriebe Westsachsen GmbH (RVW).
Die Regionalverkehrsbetriebe Westsachsen wurden am 1. April 2003 privatisiert und Rhenus Keolis mit Sitz in Mainz wurde alleiniger Gesellschafter. Rhenus Keolis wurde im Dezember 2007 aufgespalten, wobei Rhenus Veniro alleiniger Gesellschafter der RVW wurde. Dieses Unternehmen wurde wiederum 2019 durch Eigentümer Rethmann in die Transdev Group eingebracht, wodurch der Regionalverkehr Westsachsen heute zu Transdev gehört. Dies ging auch mit einer Änderung des Logos im Stil des Transdev-Konzerns einher. Bereits am 14. März 2014 erfolgte die Umfirmierung von Regionalverkehrsbetriebe Westsachsen GmbH in Regionalverkehr Westsachsen GmbH.
Seit 1. Januar 2019 hat der Regionalverkehr Westsachsen für 10 Jahre die Verkehrsleistungen im Bediengebiet „Zwickau Nordost“ des Landkreises Zwickau übernommen. Die Ausschreibung zum Betrieb der Bediengebiete „Zwickau Nord“ und „Zwickau Nordwest-Süd“ konnte die RVW 2023 erneut für 10 Jahre gewinnen. Dieser Vertrag besitzt eine Laufzeit vom 1. Januar 2026 bis zum 31. Dezember 2035, wobei ca. 75 % der Verkehrsleistung mit Batteriebussen gefahren werden soll.
Vom 1. Januar 2008 bis 31. Dezember 2022 war die RVW der Betriebsführer der Städtischen Verkehrsbetriebe Zwickau (SVZ). Hierzu wurde ein entsprechender Managementvertrag mit der Stadt Zwickau abgeschlossen. Seit dem 1. Januar 2023 besteht zwischen SVZ und RVW stattdessen ein Kooperationsvertrag. Das gemeinsame Kundenbüro von RVW und SVZ wurde am 10. Oktober 2003 an der Zwickauer Zentralhaltestelle (Bahnhofstrasse 2 f / Markthalle) eröffnet, später an den Georgenplatz und am 27. Juni 2016 an den Neumarkt verlegt.
Seit dem 12. Februar 2024 betreibt die Regionalverkehr Westsachsen GmbH wieder eine eigene Internetseite. Vorher teilten sich die RVW GmbH und die SVZ GmbH über viele Jahre einen gemeinsamen Internetauftritt mit dem Namen „Nahverkehr Zwickau – Eine Partnerschaft von RVW und SVZ“.

## Liniennetz im Landkreis Zwickau

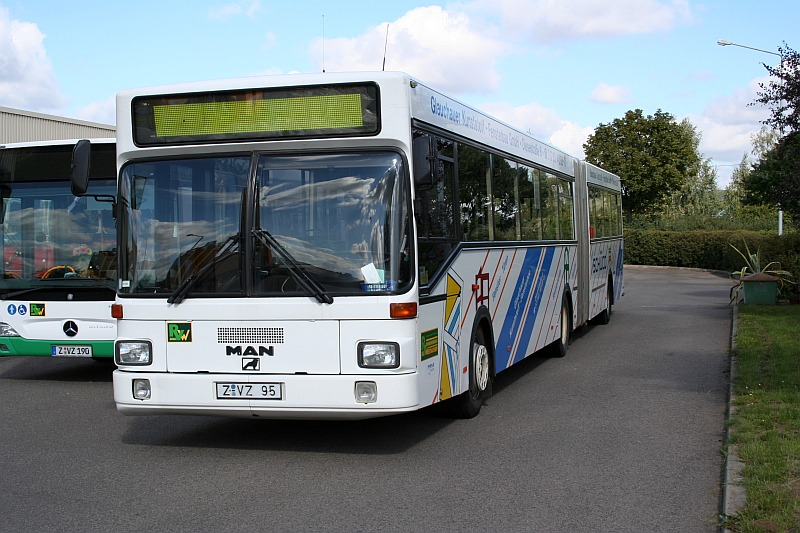
MAN SG 322 der RVW auf dem Betriebshof in Reinholdshain

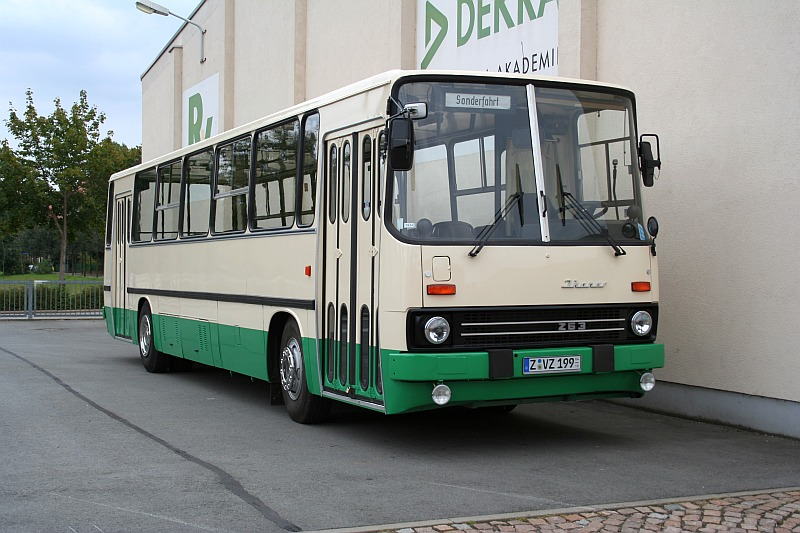
Historischer Ikarus 263.01 der RVW auf dem Betriebshof in Zwickau

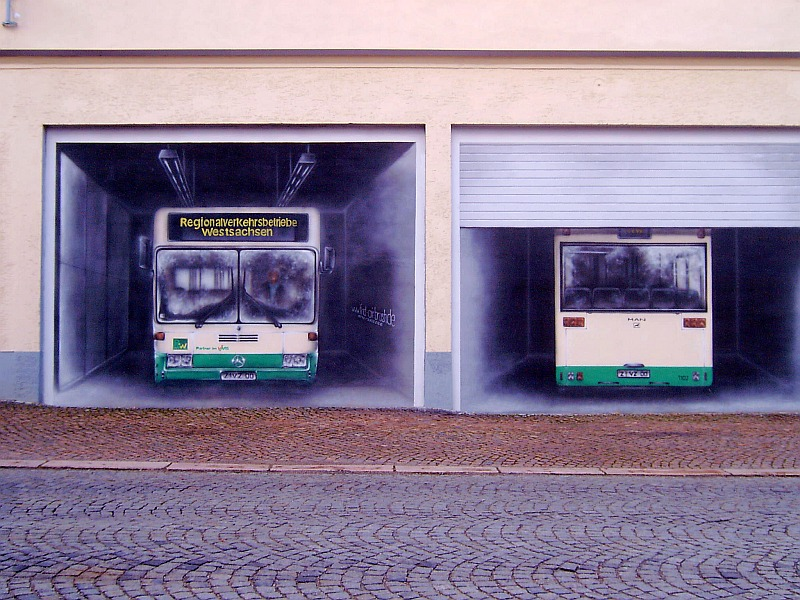
Fassadengestaltung am Betriebssitz der RVW in Zwickau

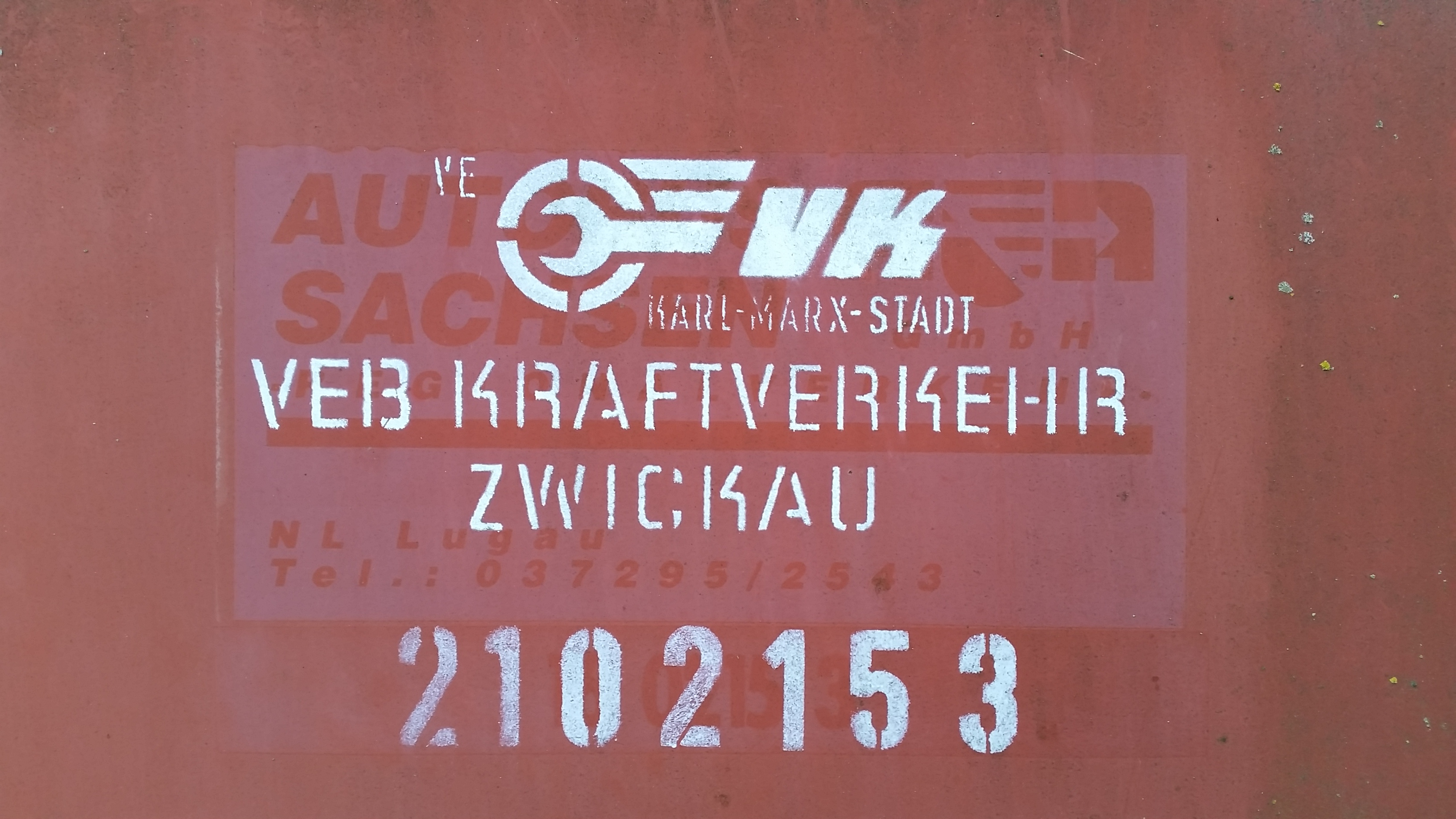
Historische Fahrzeugbeschriftung an einem Abschleppfahrzeug der VEB Kraftverkehr Zwickau

### Stadtverkehr
- 1: Hohenstein-Ernstthal Bahnhof – Sonnenstraße – Wüstenbrand – Bahnhof
- 2: Hohenstein-Ernstthal Bahnhof – E.-Thälmann-Siedlung – F.-Heckert-Siedlung – Bahnhof
- 3: Hohenstein-Ernstthal Bahnhof – Hüttengrund – Am Viertel – Bahnhof
- 128: Crimmitschau: Bahnhof – Karl-Liebknecht-Siedlung – Langenbahn-Center und zurück
- 137: Wilkau-Haßlau: Stadtzentrum – Cainsdorf – Stadtzentrum – Haara – Rosenthal – Am Penny-Markt und zurück (seit 17. August 2019 als TaktBus)
- Ebenfalls werden im Stadtverkehr Chemnitz im Auftrag die Linien ... Bedient
- 41 Schönau – Reichenbrand-Grüna -Hohenstein Ernstthal
- Linie 46 Borna – Wittgensdorf
- Linie 63 Ebersdorf -Glösa -Borna
- Linie 96 Chemnitz Center – Wittgensdorf Kornweg
- [7] weitere Einzel Fahrten auch auf anderen Linien

### Regionalverkehr
- 19: Greiz – Fraureuth – Werdau und zurück (Gemeinschaftslinie mit PRG Personen- und Reiseverkehr Greiz)
- 101: Glauchau – Schönbörnchen und zurück
- 102: Glauchau, Bahnhof – Glauchau, Friedenshöhe und zurück
- 105: Glauchau – Meerane und zurück
- 106: Crotenlaide – Meerane – Waldsachsen und zurück
- 107: Glauchau – Thurm und zurück
- 108: Glauchau – Lichtenstein und zurück
- 109: Glauchau – Voigtlaide und zurück
- 110: Meerane – Oberwiera – Waldenburg und zurück
- 111: Zwickau – Mosel – Glauchau und zurück
- 112: Glauchau – Waldenburg – Langenchursdorf und zurück
- 113: Hohenstein-Ernstthal – Falken – Langenchursdorf und zurück
- 115: Hohenstein-Ernstthal – St. Egidien/Bernsdorf – Lichtenstein und zurück
- 116: Hohenstein-Ernstthal – Oberlungwitz – Gersdorf – Oelsnitz (Erzgeb) und zurück (seit 15. Dezember 2024 als PlusBus)[8]
- 117: Lichtenstein – Heinrichsort – Rödlitz – Lichtenstein und zurück
- 118: Lichtenstein – Lobsdorf und zurück
- 119: Glauchau – Meerane – Crimmitschau und zurück
- 120: Hohenstein-Ernstthal – Waldenburg und zurück
- 122: Hohenstein-Ernstthal – Limbach-Oberfrohna und zurück
- 123: Waldenburg – Langenchursdorf – Falken – Limbach-Oberfrohna und zurück
- 124: Hohenstein-Ernstthal – Reichenbach – Grumbach – Callenberg – Langenchursdorf und zurück
- 127: Limbach-Oberfrohna – Niederfrohna – Kaufungen – Wolkenburg und zurück
- 129: Zwickau – Königswalde – Werdau – Steinpleis – Zwickau und zurück (seit 17. August 2019 als PlusBus)[7]
- 132: Wilkau-Haßlau – Cunersdorf – Niedercrinitz – Kirchberg und zurück
- 133: Zwickau – Dennheritz – Meerane – Gößnitz und zurück
- 135: Zwickau – Reinsdorf – Friedrichsgrün – Vielau – Wilkau-Haßlau und zurück
- 136: Zwickau – Wilkau-Haßlau – Kirchberg – Bärenwalde und zurück (seit 17. August 2019 als PlusBus)[7]
- 138: Zwickau – Mülsen – Neuschönburg – Marienau und zurück
- 140: Zwickau – Mülsen – Thurm und zurück
- 141: Zwickau – (Oberhohndorf –) Wildenfels – Hartenstein – Langenbach und zurück
- 142: Wildenfels – Zschocken – Thierfeld – Hartenstein und zurück
- 143: Zwickau – Ebersbrunn – Hirschfeld und zurück
- 146: Bärenwalde – Rothenkirchen und zurück
- 147: Kirchberg – Bärenwalde – Obercrinitz und zurück
- 149: Wildenfels – Burkersdorf – Kirchberg und zurück
- 152: Zwickau – Lichtenstein – Oberlungwitz – Hohenstein-Ernstthal und zurück (seit 15. Dezember 2024 als PlusBus)
- 154: Kirchberg – Giegengrün und zurück
- 156: Zwickau – Wilkau-Haßlau – Weißbach – Burkersdorf und zurück
- 157: Wilkau-Haßlau – Wildenfels – Hartenstein und zurück
- 158: Crimmitschau – Lauenhain – Crimmitschau
- 159: Zwickau – Dänkritz – Crimmitschau – Frankenhausen und zurück
- 160: Fraureuth – Werdau – Crimmitschau – Gösau und zurück
- 161: Werdau – Friedenssiedlung – Königswalde – Hartmannsdorf und zurück
- 162: Werdau – Beiersdorf – Neumark und zurück
- 163: Werdau – Leubnitz – Leubnitz, Forst – Werdau
- 164: Werdau – Langenbernsdorf – Trünzig und zurück
- 165: Werdau – Langenhessen – Niederalbertsdorf – Großpillingsdorf und zurück
- 170: Meerane – Crimmitschau und zurück
- 171: Crimmitschau – Blankenhain – Seelingstädt und zurück
- 173: Zwickau – Crossen – Thurm und zurück
- 177: Kirchberg – Hirschfeld – Bärenwalde und zurück
- 29/181: Zwickau – Lichtentanne – Stenn – Schönfels – Neumark – Reichenbach und zurück (Gemeinschaftslinie mit der Städtische Verkehrsbetriebe Zwickau GmbH)
- 182: Schönau – Wildenfels – Grünau – Weißbach[9]
- 191: Lugau – Oberlungwitz – Hohenstein-Ernstthal und zurück
- 251: Chemnitz, Schönau – Oberlungwitz – Hohenstein-Ernstthal und zurück (seit 15. Dezember 2024 als PlusBus)
- 252: Chemnitz, Schönau – Wüstenbrand – Oberlungwitz – Lichtenstein und zurück
- 253: Chemnitz, Schönau – Chemnitz, Reichenbrand – Chemnitz, Rabenstein – Limbach-Oberfrohna und zurück
- 256: Hohenstein-Ernstthal – Pleißa – Limbach-Oberfrohna – Bräunsdorf und zurück (seit 15. Dezember 2024 als Taktbus)
- 526: Chemnitz – Limbach-Oberfrohna und zurück (seit 30. November 2019 als PlusBus)[10]
- 629: Glauchau – Waldenburg – Penig und zurück (Gemeinschaftslinie mit Regiobus Mittelsachsen, Mittweida)

### Ehemalige Linien
- 125: Hohenstein-Ernstthal – Wüstenbrand – Oberlungwitz – Hohenstein-Ernstthal und zurück
- 130: Zwickau – Steinpleis – Fraureuth und zurück (bis 16. August 2019)
- 139: Zwickau – Lichtenstein und zurück
- 148: Wilkau-Haßlau – Culitzsch und zurück (bis 16. August 2019)
- 166: Werdau – Fraureuth und zurück (bis 9. Dezember 2023)
- 174: Neuschönburg – Mülsen – Thurm und zurück